# Tarennoidea axillaris
Tarennoidea axillaris là một loài thực vật có hoa trong họ Thiến thảo. Loài này được (Ridl.) Tirveng. & Sastre miêu tả khoa học đầu tiên năm 1979.